# تیرونامین
تیرونامین (به انگلیسی: Thyronamine) با فرمول شیمیایی C۱۴H۱۵NO۲ یک ترکیب شیمیایی با شناسه پاب‌کم ۳۰۸۳۶۰۱ است. که جرم مولی آن ۲۲۹٫۲۷۴ g/mol می‌باشد. 